# Placocheilus
Placocheilus és un gènere de peixos de la família dels ciprínids i de l'ordre dels cipriniformes.

## Taxonomia
- Placocheilus bibarbatus (Nguyen, 2001)[1]
- Placocheilus cryptonemus (Cui & Li, 1984)
- Placocheilus imbarbatus (Nguyen, 2001)[2]
- Placocheilus robustus (Zhang, He & Chen, 2002)[3][4][5]